# Pseudopyrgota caudata
Pseudopyrgota caudata är en tvåvingeart som beskrevs av Malloch 1933. Pseudopyrgota caudata ingår i släktet Pseudopyrgota och familjen prickflugor. Inga underarter finns listade i Catalogue of Life.